# 汪皓
汪皓（1992年12月26日—），天津人，中國女子跳水運動員。

## 簡歷

### 國內比賽
2008年1月，才剛滿15歲的汪皓參加全國跳水奧運選拔賽濟南站，在女子10米跳臺決賽壓倒陳若琳，以總成績435.60分奪冠，一鳴驚人；同年3月，她再接再厲，在全國跳水冠軍賽暨奧運會選拔賽安徽站，以447.40分近30分的優勢獲得冠軍。惟最後，國家跳水隊還是選了出道較早的陳若琳和王鑫代表參加北京奧運。
奧運過後，汪皓參加了10月在福州舉行的全國跳水錦標賽。在國家隊選手缺席的情況下，汪皓再次稱霸女子十米跳台的單人和雙人項目冠軍。

### 國際比賽
2008年1月，汪皓在西班牙馬德里舉辦的國際泳聯跳水大獎賽第一站，與天津隊友康麗贏得雙人項目冠軍。同年5月及6月，又再次聯同康麗贏得國際泳聯跳水大獎賽美國站、德國站和意大利站的女子十米跳臺雙人項目冠軍；她更在德國站和意大利站同時贏得10米跳台單人項目冠軍。
2009年12月，汪皓代表中國參加香港舉行的東亞運動會跳水比賽。她先夥拍首次合作的王鑫，以360.54分輕鬆奪得女子十米跳臺雙人比賽金牌；後再在女子十米跳臺的個人項目贏得金牌。
2010年3月，汪皓在國際泳聯跳水系列賽青島站，夥拍陳若琳贏得女子十米跳台双人比赛冠軍；其後又在4月進行的墨西哥站稱霸。
同年6月，汪皓/陳若琳組合再次出戰常州舉行的第17屆國際泳聯跳水世界盃，最後以總成績349.56分奪冠。這是汪皓在三大跳水世界賽中獲得的首個冠軍。
同年11月，汪皓代表中國參加廣州舉行的亞洲運動會跳水比賽，出戰女子10米高臺；先在雙人項目夥拍陳若琳以領先全部六跳的優勢贏得金牌；再在單人項目，僅負隊友胡亚丹獲得銀牌。
2012年倫敦奧運會上，汪皓與陳若琳合作參加女子雙人10米跳臺比賽，最終以368.40分，奪得該項賽事的冠軍。

## 主要成績
- 2010年 亞洲運動會 女子双人10米跳台 金牌
- 2010年 亞洲運動會 女子10米跳台 銀牌
- 2012年 奧林匹克運動會 女子雙人10米跳臺 金牌